# Space-Eye
Space-Eye e. V. ist eine gemeinnützige Organisation mit Sitz in Regensburg. Sie wurde 2019 von Sea-Eye-Gründer Michael Buschheuer gegründet. Ihre Ziele sind die akute Nothilfe für Menschen auf der Flucht inkl. Seenotrettung, Housing- und Schulprojekte sowie Monitoring und Dokumentation von Flucht-Geschehnissen im Mittelmeer. 

## Aktionen
Als Lehre aus dem Hochwasser 2013 in Regensburg, wo nach Ansicht von Buschheuer freiwillige Mithilfe an fehlenden Strukturen scheiterte, ist der Einstieg für Helfer bei Space-Eye bewusst niederschwellig gehalten.
Seit 2019 arbeiten bei Space-Eye Ehrenamtliche daran, ein neuronales Netz zu trainieren, das Fluchtboote in frei verfügbaren Satellitendaten erkennt, um Rettungs-Crews bei Search-and-Rescue-Missionen zu helfen.
Im Frühjahr 2021 stellte Space-Eye im Rahmen ihrer Aktion Second Life – zweite Heimat Regensburg einer vierköpfigen Familie aus Afghanistan, die Jahre in Lagern auf der griechischen Insel Lesbos verbringen musste, eine renovierte Wohnung in Regensburg zur Verfügung.
Weitere 18 Menschen folgten.
Zusammen mit dem Bündnis Seebrücke organisierte Space-Eye im April 2021 auf dem Regensburger Domplatz für zwei Wochen eine Ausstellung mit großformatigen Bildern der Sozialreporterin Alea Horst über die Lebensumstände in den Flüchtlingslagern auf Lesbos.
Im Winter 2021/22 sammelte Space-Eye im Rahmen der Winterhilfe Hellas im dritten Jahr in Folge (an mehreren Sammelstellen vorwiegend in Bayern) Kleidung, Schuhe und Hygieneartikel für Geflüchtete in den Lagern auf Lesbos.
Am 26. November 2021 erreichte der erste Container mit Hilfsgütern Athen.
Nach dem russischen Überfall auf die Ukraine startete Space-Eye 2022 eine Aktion Nothilfe Ukraine. Neben dem Transport von Hilfsgütern in die Ukraine bzw. ihre Nachbarländer wurden dabei auch Geflüchtete, u. a. Waisenkinder aus der Region von Regensburgs Partnerstadt Odessa, nach Regensburg gebracht sowie bei ihrer Unterbringung und Betreuung unterstützt.

## Preise und Unterstützung
2021 gewann Space-Eye den Smart Hero Award in der Kategorie „Sozial Handeln“.
In Videobotschaften riefen u. a. Patrice Bart-Williams, Hannes Ringlstetter, Frank Schätzing und Christoph Sieber zur Unterstützung von Space-Eye auf.
Unterstützung in Form von Sach- und Geldspenden erhielt Space-Eye von mehreren Schulen aus Regensburg und Umgebung.
Space-Eye-Gründer Michael Buschheuer erhielt 2022 den Brückenpreis der Stadt Regensburg.
Für die "Nothilfe Ukraine" verlieh die Regierung der Oberpfalz Space-Eye den Integrationspreis 2022.